# 乐羊子妻
乐羊子妻（?—?），不知姓氏，东汉人物。
乐羊子走在路上，拾到一个别人丢的金饼，回家给了妻子，妻子说：“我听说志士不饮盗泉之水，廉洁之人不受嗟来之食，何况拾遗求利，从而使自己的品格被污损！”乐羊子非常惭愧，于是把金饼丢回野外，远走寻师求学。一年归来，妻子跪着问他缘故。乐羊说：“长期在外想家，没有别的原因。”妻子于是拿刀走到织布机前，说：“这布生自蚕茧， 通过机杼织成， 一丝一线积累，达到一寸，一寸一寸积累，最后成一丈一匹。现在如果割断这布，则前功尽弃，荒废时日。你积累学问，当每天知道自己所欠缺的东西，从而向美德靠近。如果中途而归，和断布有什么不同？”乐羊子被她的话感动，回去完成学业，于是七年不返。妻子常亲自伺候婆母，又到远方送东西给乐羊子。曾有别人家的鸡走进他的园中，婆母偷偷杀了吃，妻子对着鸡不吃只哭。婆母奇怪问原因。妻子说：“自己感伤家里贫穷，以使饭桌上有别人家的肉。”婆母于是把鸡肉丢弃了。后来盗贼想要侵犯妻子，于是先劫持候婆。妻子听见，操刀而出。盗贼说：“放下你的刀顺从我可以保全，不从我，则杀死你的婆婆。”妻子仰天而叹，举刀刎颈而死。盗贼也没有杀她婆婆。太守听说，即捕杀贼盗，赐给妻子缣帛，以礼安葬，号称“贞义”。

## 延伸阅读
[在维基数据编辑]
 《後漢書·卷84》，出自范晔《後漢書》